# Сборная Сальвадора по пляжному футболу
Сборная Сальвадора по пляжному футболу — национальная команда, которая представляет Сальвадор на международных состязаниях по пляжному футболу.

## Достижения
Квалификация чемпионата мира по пляжному футболу (КОНКАКАФ)
- Победитель: 2009, 2021
- Серебряный призёр: 2008, 2010, 2013
- Бронзовый призёр:2015, 2017, 2019

### Выступление на Всемирных пляжных играх
| Год   | Раунд                    | Очки                     | И                        | В                        | В+                       | П                        | ГЗ                       | ГП                       | РМ                       |
| ----- | ------------------------ | ------------------------ | ------------------------ | ------------------------ | ------------------------ | ------------------------ | ------------------------ | ------------------------ | ------------------------ |
| 2019  |                          | 0                        | 0                        | 0                        | 0                        | 0                        | 0                        | 0                        | 0                        |
| 2021  | Будет определено позднее | Будет определено позднее | Будет определено позднее | Будет определено позднее | Будет определено позднее | Будет определено позднее | Будет определено позднее | Будет определено позднее | Будет определено позднее |
| Total | 1/1                      | 0                        | 0                        | 0                        | 0                        | 0                        | 0                        | 0                        | 0                        |

## Состав
Состав на Чемпионат Северной Америки 2019.
Примечание: Флаги указываются, так как игрок может иметь более одного гражданства по правилам ФИФА.
| № |           | Позиция | Игрок           |
| - | --------- | ------- | --------------- |
| 1 | Сальвадор | Вр      | Эвер Кото       |
| 2 | Сальвадор | ПЗ      | Мелвин Сеговия  |
| 3 | Сальвадор | Защ     | Хебер Рамос     |
| 4 | Сальвадор | Защ     | Мелвин Гонсалес |
| 5 | Сальвадор | ПЗ      | Элиас Рамирес   |
| 6 | Сальвадор | ПЗ      | Эксин Пердомо   |

| №  |           | Позиция | Игрок             |
| -- | --------- | ------- | ----------------- |
| 7  | Сальвадор | Нап     | Элмер Роблес      |
| 8  | Сальвадор | ПЗ      | Дарвин Рамирес    |
| 9  | Сальвадор |         | Хосе Бартес       |
| 10 | Сальвадор | Нап     | Агустин Руис      |
| 11 | Сальвадор | Нап     | Франк Веласкес    |
| 12 | Сальвадор | Нап     | Элиодоро Портильо |

Тренер:  Руис Гонсалес Галло